# Pronétaire
Pronétaire est un néologisme créé par Joël de Rosnay en 2005 à partir du latin pro, (« devant », « avant », mais aussi « favorable à ») et de l'anglais net (« réseau »), qui a conduit à l'appellation familière d'Internet (le « Net »).
Le mot « pronétaire » s'emploie comme nom commun et est un clin d'œil au mot « prolétaire ». L'adjectif est « pronétarien ». L'ensemble des pronétaires constitue le « pronétariat ».

## Définitions
Pour de Rosnay, les pronétaires sont :

« une nouvelle classe d’usagers des réseaux numériques capables de produire, diffuser, vendre des contenus numériques non propriétaires, en s’appuyant sur les principes de la “nouvelle nouvelle économie”, c’est-à-dire capables de créer des flux importants de visiteurs sur des sites, de permettre des accès gratuits, de faire payer à bas prix des services très personnalisés, de jouer sur les effets d’amplification… 

“Professionnels amateurs” (ou “pro-ams”), ils utilisent pour cela des outils analogues à ceux des professionnels et facilement accessibles sur Internet. Il s’agit d’usagers, d’internautes, de “blogueurs”, de citoyens comme les autres, mais qui entrent de plus en plus en compétition avec les infocapitalistes traditionnels, auxquels ils ne font plus confiance, pour s’informer, écouter de la musique, voir des vidéos, lire des livres ou communiquer par téléphone, cela en raison des coûts trop élevés des produits et services proposés et de leur accès difficile pour les moins favorisés. »

Depuis quelques années, nous assisterions donc, sur un théâtre virtuel, au développement d'une nouvelle lutte des classes entre les « infocapitalistes », qui détiennent les contenus et les réseaux de distribution de masse, et les « pronétaires ». 

« La production massive et collaborative par ce nouveau pronétariat, poursuit de Rosnay, représente une révolution aussi importante que celle du début de l’ère industrielle symbolisée par la machine à vapeur, puis par la mécanisation et l’automatisation intensives. Aujourd’hui, grâce aux nouveaux outils de pouvoir des pronétaires, s’appuyant sur le numérique et l’Internet, cette révolution est encore plus rapide et prend de court les pouvoirs en place. Certes, “l’empire contre-attaque”, mais avec des moyens répressifs, juridiques, ou de propagande médiatique, inadaptés. »